# Michael Sokal
Pour les articles homonymes, voir Sokal.
Michael Sokal est un historien des sciences britannique, professeur retraité à l'Institut polytechnique de Worcester en histoire des sciences. Il a obtenu son doctorat en histoire des sciences et de la technologie de l'Université Case Western Reserve en 1972. Ses recherches portent sur James McKeen Cattell, un éminent psychologue et impresario scientifique de la fin du 19e et du début du 20e siècle. Il a été président 2004-2005 de la History of Science Society.